# Retirada de cédulas em Mianmar em 1987

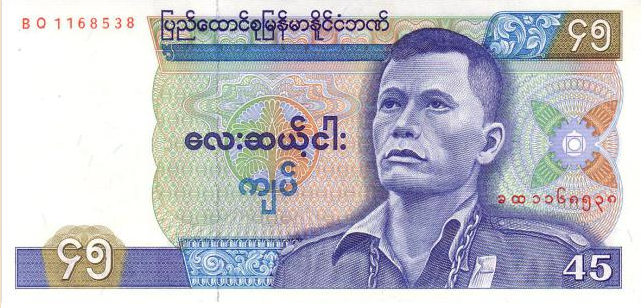
Cédula de 45 quiates

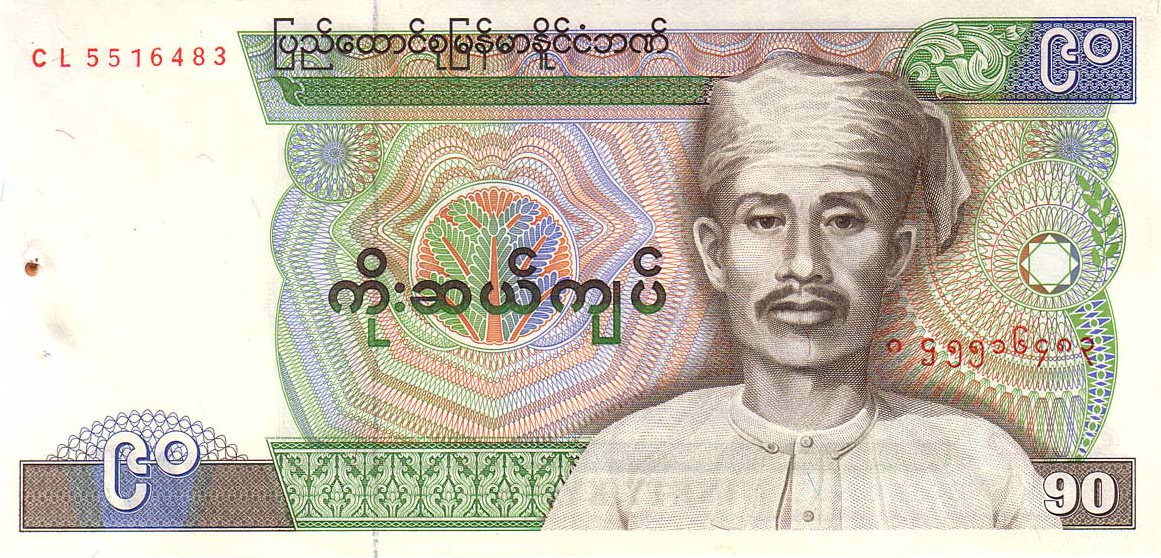
Cédula de 90 quiates

Em 5 de setembro de 1987 foi anunciada a retirada das cédulas de 25, 35 e 75 quiates pelo regime do Partido do Programa Socialista da Birmânia, sob o comando do general Ne Win, deixando apenas 45 e 90 quiates, aparentemente porque apenas as duas últimas têm valores divisíveis por 9, número considerado auspicioso por Ne Win. Nenhuma ação foi tomada pelo governo para permitir a troca dessas cédulas pelas remanescentes, efetivamente dizimando as economias de milhões de pessoas, o que mais tarde seria uma da causas da revolta 8888.

## Contexto
Em 1972, o Banco da União da Birmânia assumiu a emissão de notas, introduzindo as cédulas de 1, 5, 10, 25, 50 e 100 quiates entre 1972 e 1979. As notas foram impressas pela Security Printing Works em Wazi, na região de Maguai, sob a direção técnica da gráfica alemã Giesecke & Devrient. Em 3 de novembro de 1985, as notas de 20, 50 e 100 quiates foram desmonetizadas sem aviso, com a justificativa de ser um esquema para frustrar os comerciantes do mercado negro que haviam acumulado grandes quantidades de dinheiro, embora o público tivesse permissão para trocar quantidades limitadas das notas antigas por novas. Em 10 de novembro de 1985, notas de 75 quiates foram introduzidas, a denominação estranha possivelmente escolhida por causa da predileção por numerologia do ditador Ne Win; a nota de 75 quiates foi supostamente introduzida para comemorar seu 75º aniversário. Em seguida, foram introduzidas notas de 15 e 35 quiates em 1 de agosto de 1986.
Em 5 de setembro de 1987, Sein Lwin, Secretário do Conselho da União, assinou uma ordem desmonetizando as cédulas de 25, 35 e 75 quiates sem aviso ou compensação, tornando cerca de 75% das notas em circulação do país sem valor. Em 22 de setembro de 1987, as cédulas de 45 e 90 quiates foram introduzidas, ambas incorporando o número favorito de Ne Win, nove.

## Protestos
Estudantes birmaneses ficaram particularmente irritados com a decisão do governo, já que suas poupanças para pagar as mensalidades foram eliminadas instantaneamente. Alunos do Instituto de Tecnologia de Rangoon (RIT) se rebelaram em Rangum, então capital do país, quebrando janelas e semáforos na Insein Road. As universidades em Rangum fecharam e mandaram os estudantes para casa. Enquanto isso, protestos maiores em Mandalai envolveram monges e trabalhadores, com alguns prédios do governo e empresas estatais sendo incendiados. A mídia estatal birmanesa cobriu pouco sobre os protestos, mas as informações se espalharam rapidamente entre os estudantes.
Os distúrbios econômicos resultantes levaram eventualmente a um golpe de Estado em 1988, acabando com a ditadura de Ne Win e com a via birmanesa para o socialismo.